# منتخب قرغيزستان لاتحاد الرغبي للسيدات
منتخب قيرغيزستان لاتحاد الرغبي للسيدات هو ممثل قيرغيزستان الرسمي في المنافسات الدولية في اتحاد الرغبي .